# Citi Field
Le Citi Field est un stade de baseball situé dans le Queens, arrondissement de la ville de New York, aux États-Unis. Bâti dans le quartier de Flushing, à côté du site de l'ancien Shea Stadium près de Flushing Meadows-Corona Park, il est depuis son inauguration en 2009 le domicile des Mets de New York, club de baseball professionnel évoluant dans les ligues majeures de baseball. Le stade a la capacité d'accueillir 41 922 personnes assises.
L'enceinte est inaugurée le 3 avril 2009 à l'occasion d'un match amical entre les Mets de New York et les Red Sox de Boston. Le premier match de ligue majeure s'est déroulé le 13 avril avec une opposition Mets-Padres.

## Histoire du stade
Le 13 novembre 2006, il a été annoncé officiellement que le stade serait nommé Citi Field, car Citigroup acheta les droits de naming sur 20 années pour une somme de 400 millions $ de dollars américains. Ce même jour, eu lieu la cérémonie officielle du commencement des travaux.
Le tout premier match dans le stade eu lieu le 29 mars 2009, avec une rencontre de baseball universitaire entre les Red Storm de Saint John et les Hoyas de Georgetown. Les Mets jouèrent leur premier match au Citi Field le 3 avril 2009, dans un match de bienfaisance contre les Red Sox de Boston, et le premier match à domicile de saison régulière est joué le 13 avril 2009, contre les Padres de San Diego. Les Mets vont accueillir le Match des étoiles de la Ligue majeure de baseball 2013 au Citi Field.

## Structure et équipements

### Terrain de jeu
Les dimensions du terrain sont :
- Left Field (Champ gauche) - 335 pieds (102 mètres)
- Left Center - 358 ' (109 m)
- Center Field (Champ central) - 408 ' (124 m)
- Right Center - 375 ' (114 m)
- Right Field (Champ droit) - 330 ' (101 m)

### Comparaison
|                               | Shea Stadium                                                                         | Citi Field                                                                           |
| Année d'ouverture             | 1964                                                                                 | 2009                                                                                 |
| Capacité                      | 57,333                                                                               | 41,922                                                                               |
| Sièges de fauteuils roulants  | 174                                                                                  | 830                                                                                  |
| Suites de luxe                | 45                                                                                   | 54                                                                                   |
| Restaurants (capacité totale) | 2 (528)                                                                              | 4 (3,134)                                                                            |
| Nombre de toilettes           | 568                                                                                  | 646                                                                                  |
| Ascenseurs                    | 4                                                                                    | 11                                                                                   |
| Dimensions du terrain (pieds) | Left field - 338 Left center - 371 Center - 410 Right center - 371 Right field - 338 | Left field - 335 Left center - 379 Center - 408 Right center - 383 Right field - 330 |

## Affluence
La meilleure affluence de l'histoire du Citi Field a été enregistrée en date du 16 juillet 2013, lors du match des étoiles de la Ligue majeure de baseball 2013. Lors de ce match opposant les meilleurs joueurs de la Ligue américaine aux meilleurs joueurs de la Ligue nationale, la Ligue américaine bat la Ligue nationale 3 à 0 devant 45 186 spectateurs.
Lady Gaga a fait 2 concerts les 28 et 29 août 2017 lors de sa tournée Joanne World Tour.

## Restaurants et clubs
- First Data Club
- Delta Sky360 Club
- Hyundai Club
- Porsche Grille
- Foxwoods Club
- Jim Beam Highball Club

## Utilisations du stade
Outre les parties de baseball le Stade City Field peut accueillir différents types d'événements; réceptions de mariage, rencontres d’affaires, Bar Mitzvahs, conférences de presse, concerts et autres. Ainsi, pour les réceptions privées, il peut accueillir jusqu’à 6 000 personnes et détient 8 000 places de stationnement. Le stade est situé à proximité des transports en commun et à 10 minutes de l’aéroport de LaGuardia. Ceux qui le désirent peuvent réserver le stade en cliquant sur le lien suivant ; https://www.mlb.com/mets/forms/metropolitan-hospitality-events
De plus, depuis son inauguration en 2009, plusieurs concerts ont eu lieu au Stade City Field.
- Paul McCartney (2009)
- Huey Lewis and The news (2014)
- Foo Fighters (2015)
- Zack Brown Band (2015)
- Electric Daisy Carnival New-York 2016 (2016)
- Foo Fighters (2016)
- Dead and Company (2016)
- The Meadows Music and Art Festival (2016) Incluant: Kanye West/Chance the Rapper/ Kygo/ Bryson Tiller/ Charles Bradley et autres.
- Welcome to Blinkin Park (2017) Concert réunissant Blink 182 et Linkin Park.
- Classic East (2017)
- Lady Gaga (2017)
- The Meadows (2017) Incluant Jay Z / Red Hot Chili Peppers / Gorillaz / Erykah Badu / Two Door Cinema Club / Blood Orange / Tegan and Sara / Future / Weezer / Foster the People / Broken Social Scene / St Paul and the Broken Bones / Nas
- BTS (2018)
- Ateez (2024)

### Mets de New York
Les Mets de New-York sont une franchise de la Ligue Majeure de Baseball des États-Unis (MLB). Les parties à domicile se déroulent au Stade City Field. 

### Autres matchs de baseball
- Match des étoiles de la Ligue majeure de baseball 2013, 16 juillet 2013

## Environnement et accès
Le Citi Field est situé dans le quartier de Flushing, dans l'arrondissement de Queens, à New York. Le stade se situe à côté du site de l'ancien Shea Stadium, dans la zone de Flushing Meadows-Corona Park, et donc à proximité de l'aéroport de LaGuardia, et des terrains de tennis de l'US Open.
Il est desservi par la station Mets – Willets Point de la Ligne 7 du métro de New York.

## Galerie

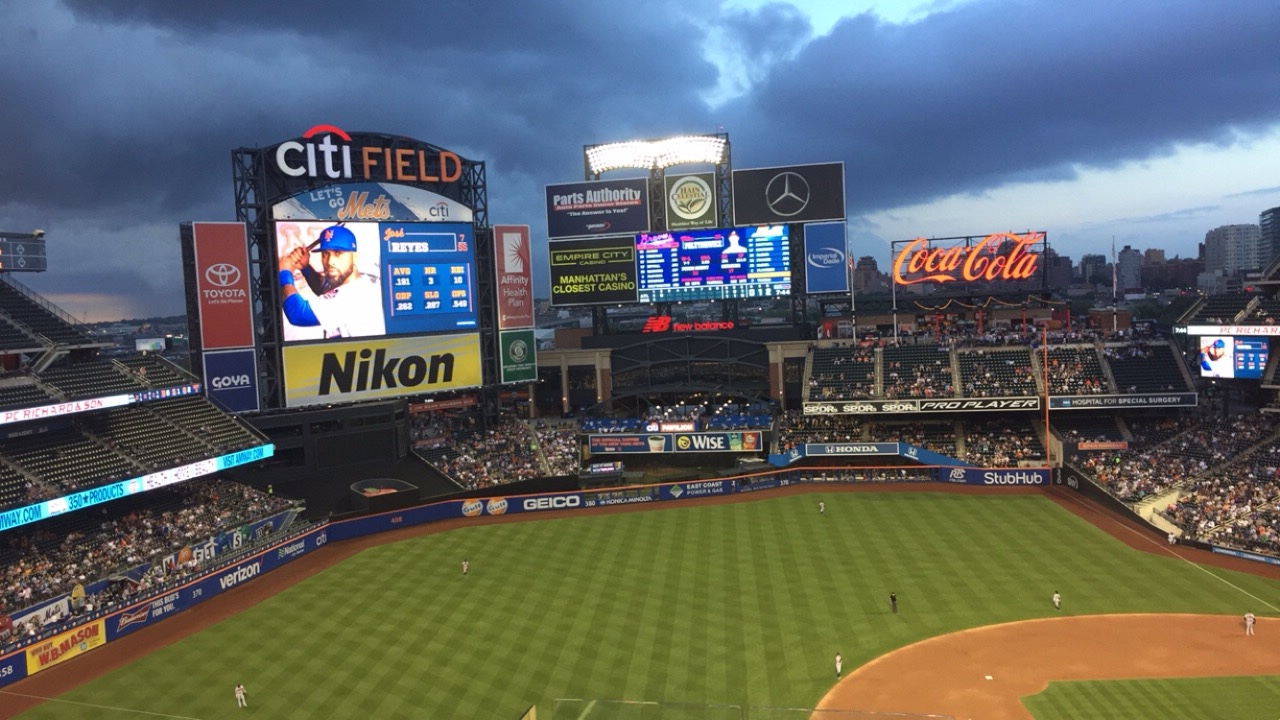
Intérieur du stade durant un match
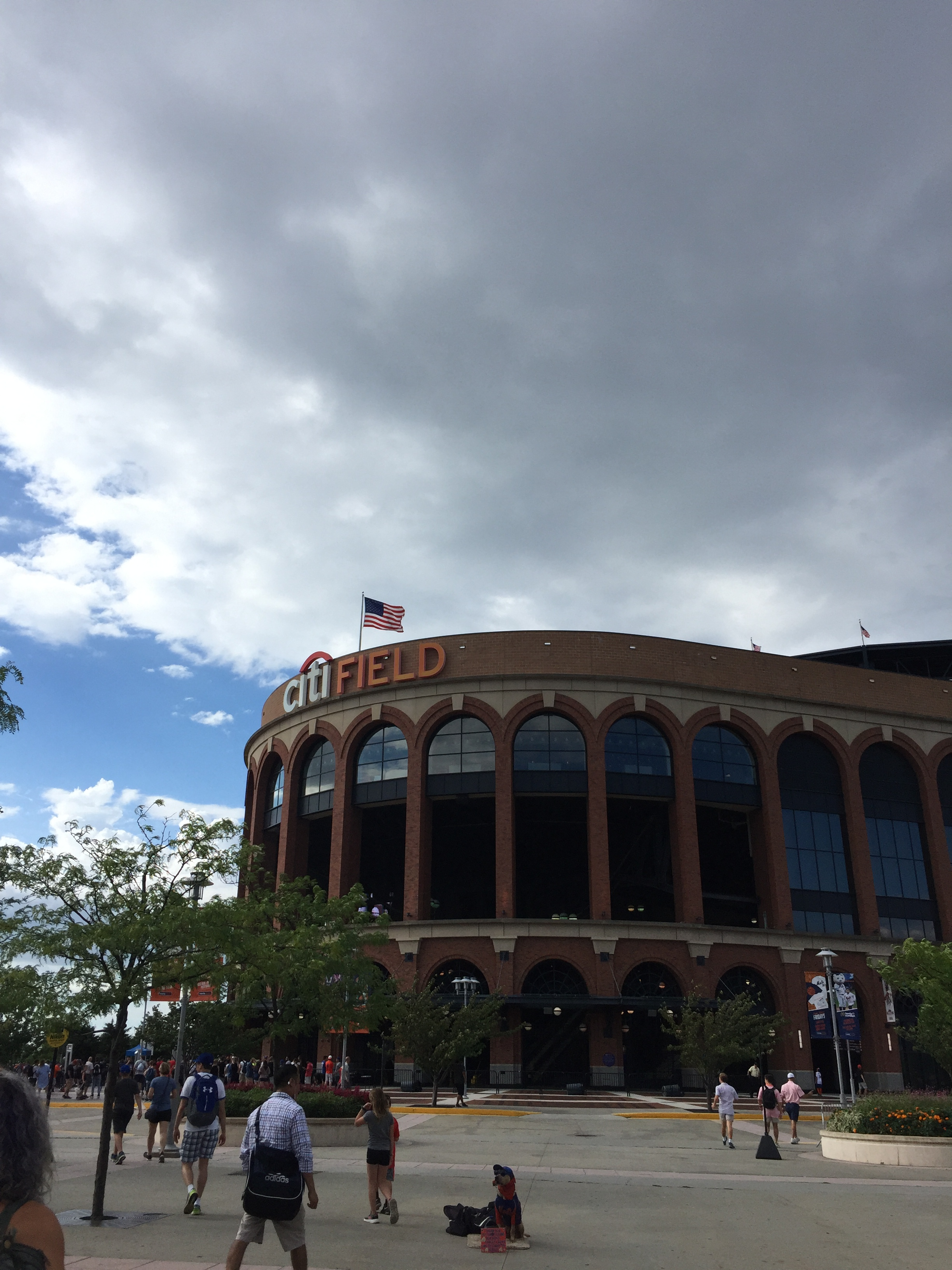
Extérieur
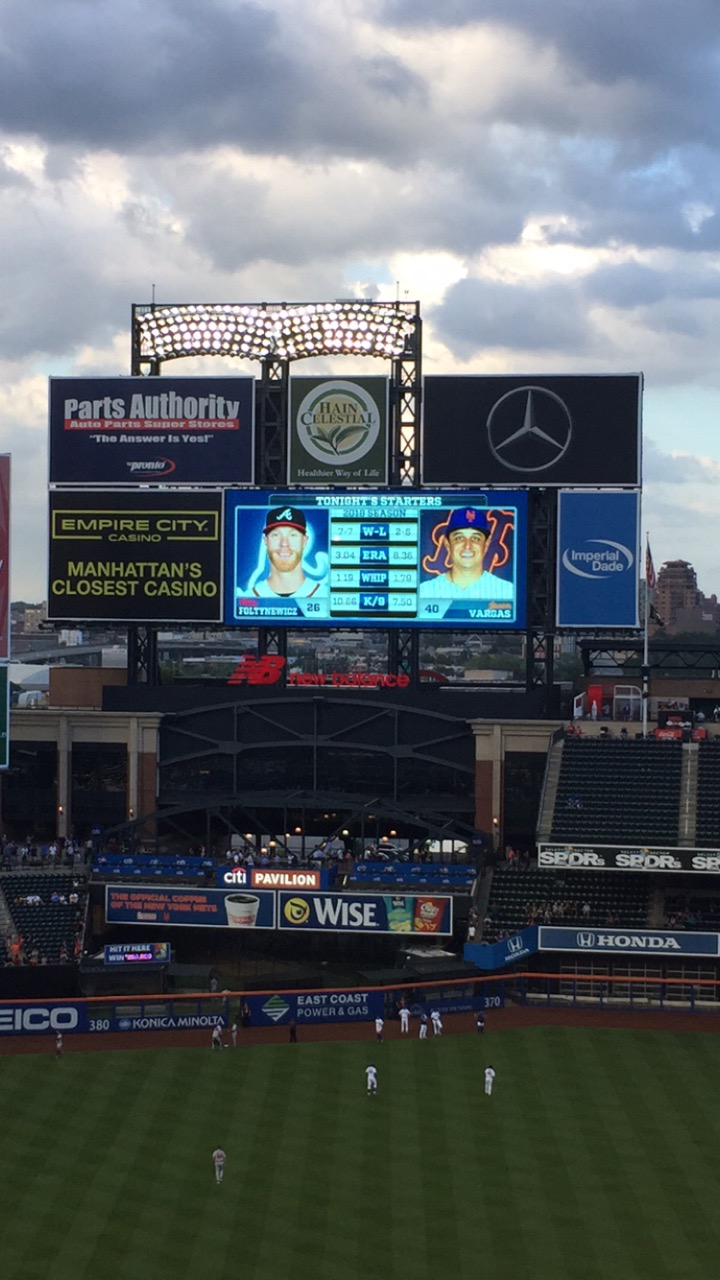
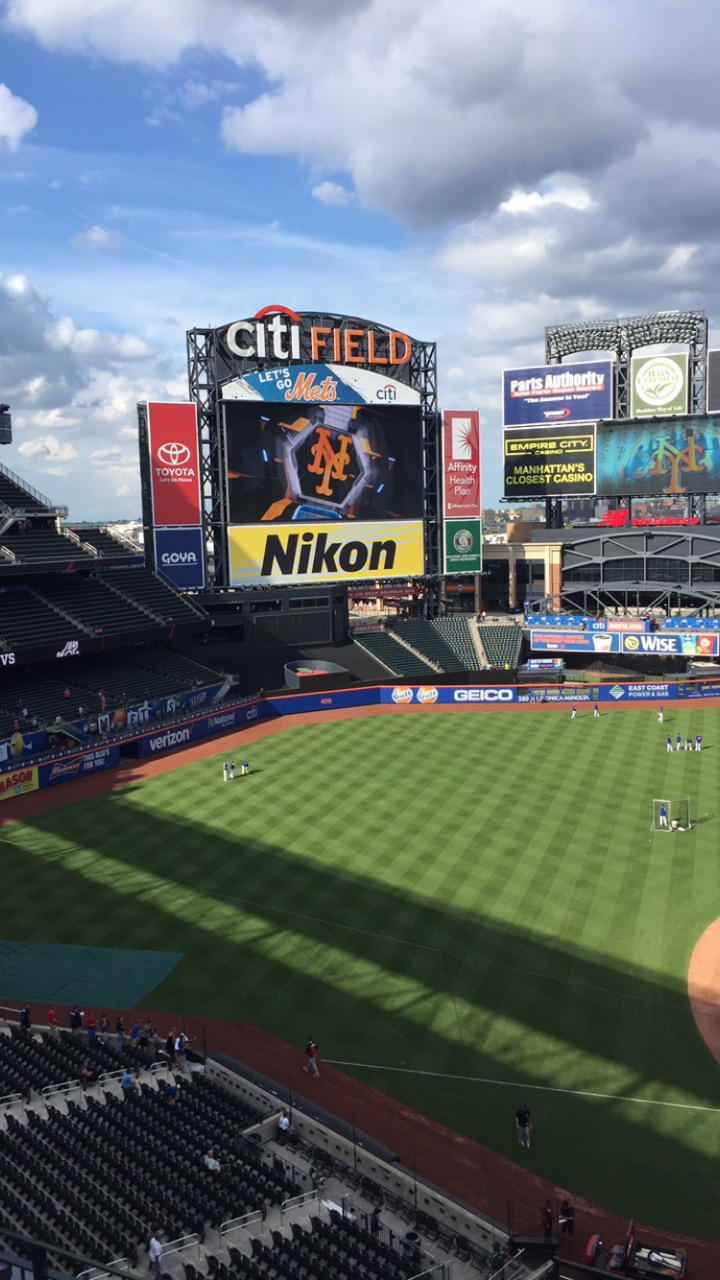
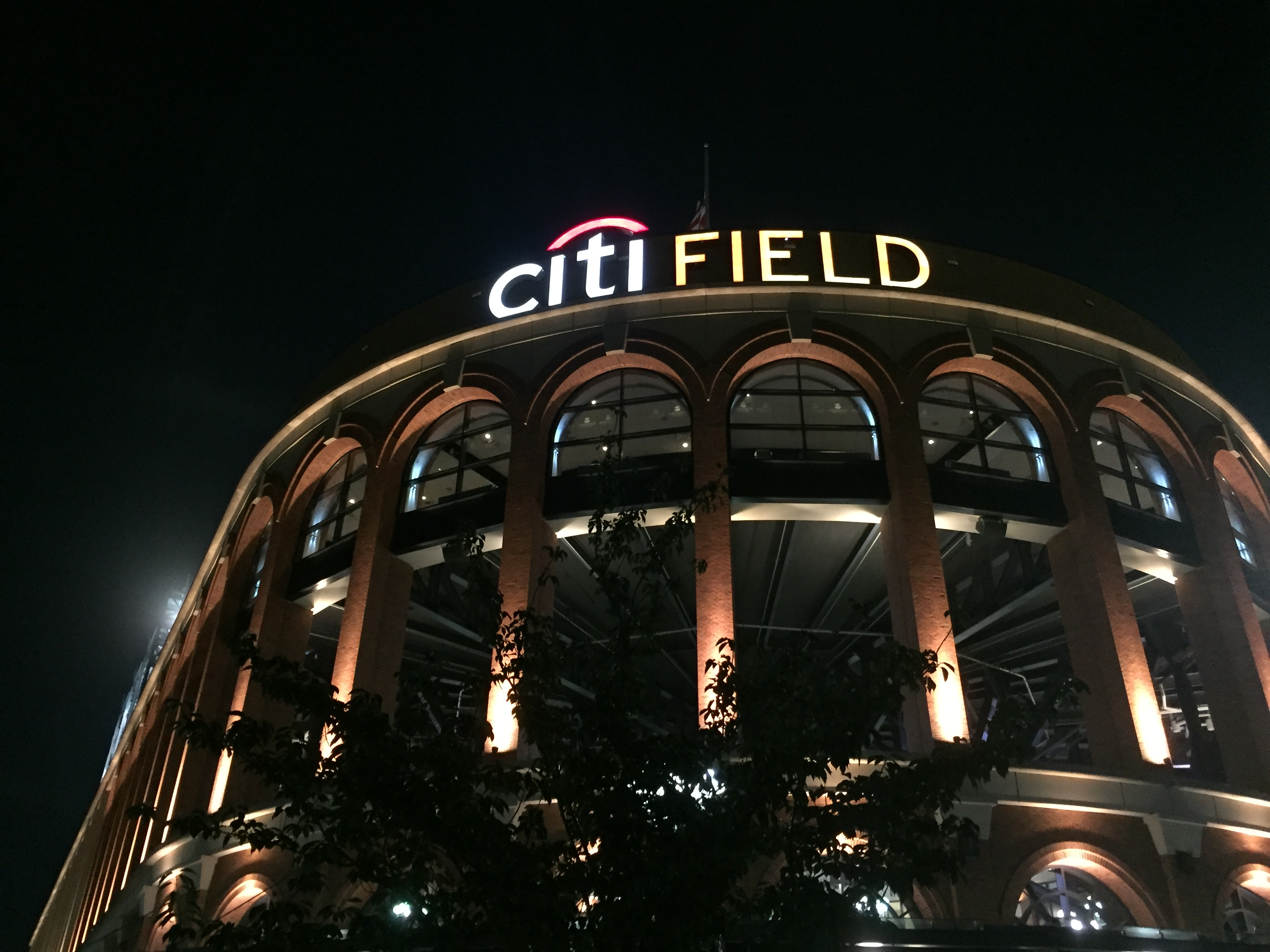
Citi Field de nuit